# Impatiens balfourii
Impatiens balfourii là một loài thực vật có hoa trong họ Bóng nước. Loài này được Hook.f. mô tả khoa học đầu tiên năm 1903.

## Hình ảnh

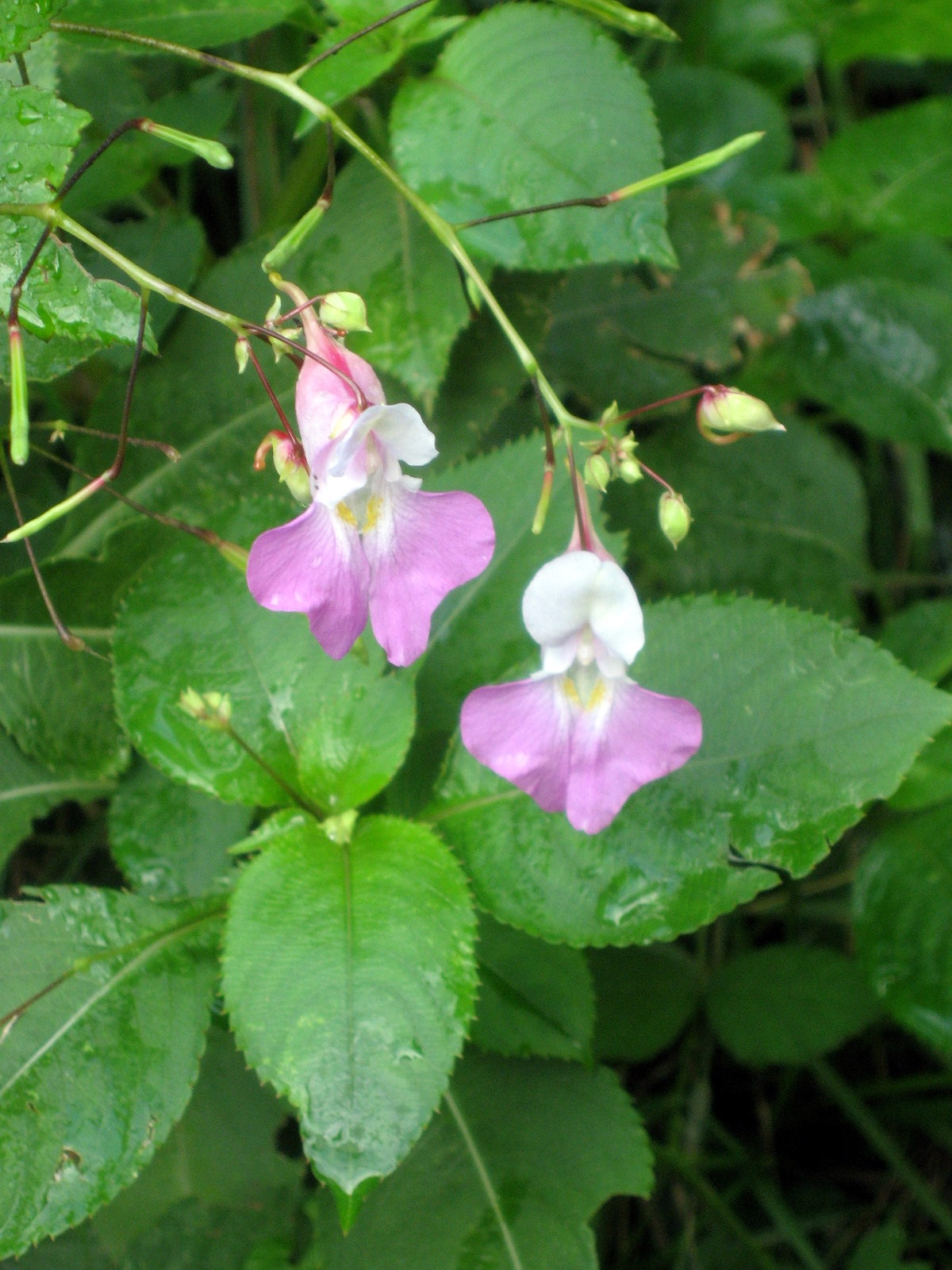
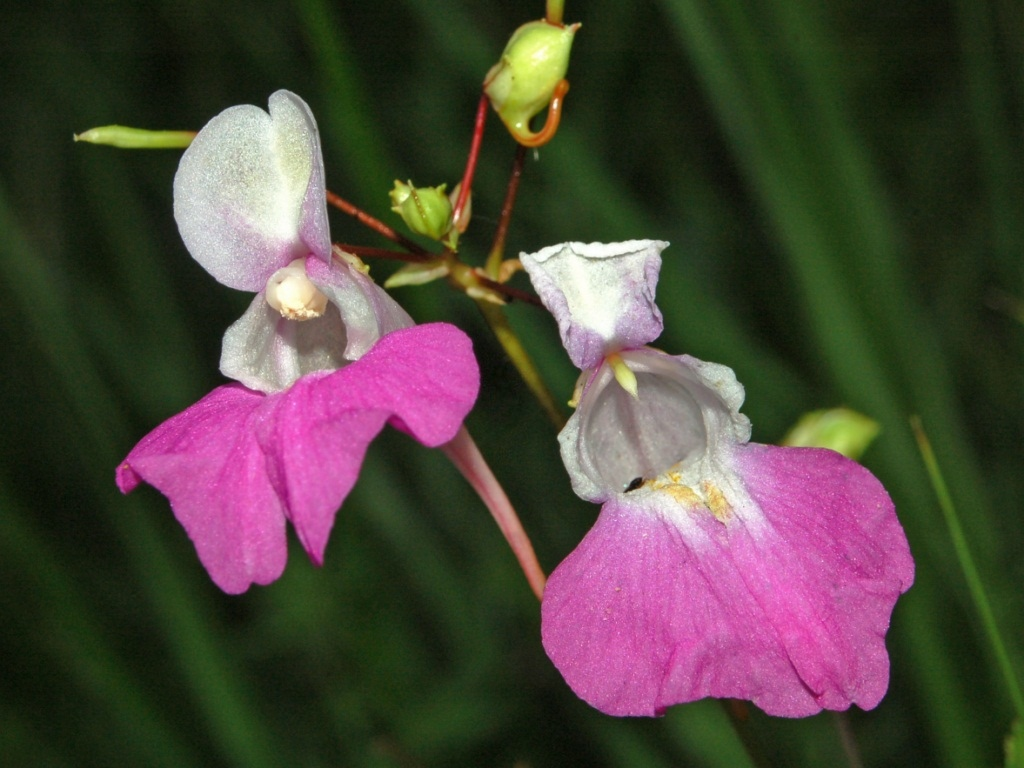
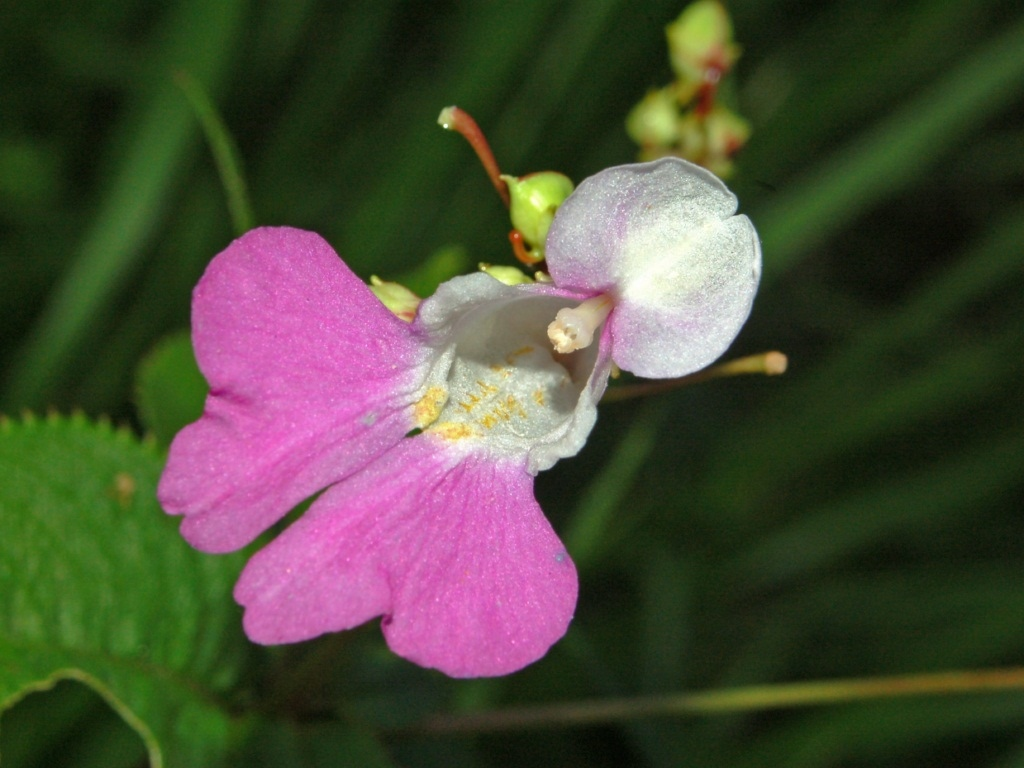
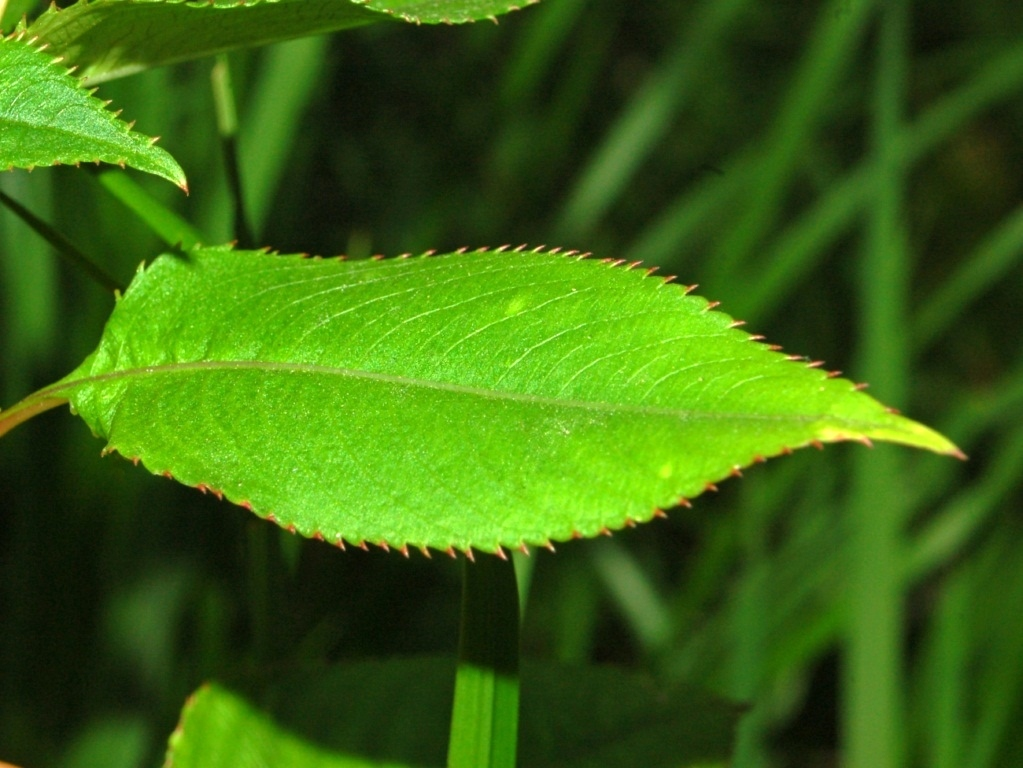